# Luftwaffenführungsdienstkommando
Das Luftwaffenführungsdienstkommando (LwFüDstKdo) war eine Kommandobehörde der Luftwaffe. Es bestand von 1970 bis 2002 am Standort Köln-Wahn.

## Geschichte
Das Luftwaffenführungsdienstkommando ging am 1. Oktober 1970 aus der Inspektion Führungsdienste der Luftwaffe beim Luftwaffenamt hervor. Es war zum Zeitpunkt seiner Aufstellung als Fach- und Divisionskommando für die Verbände des Fernmeldeverbindungsdienstes, der militärischen Flugsicherung, des Radarführungsdienstes und der fernmeldeelektronischen Aufklärung zuständig. Ab 1987 wurden Fachaufgaben abgegeben, das Kommando wurde zum Divisionskommando, das unter anderem für das Einsatzfernmeldenetz und die Fernmelde- und Elektronische Aufklärung der Luftwaffe zuständig war.
Im Jahr 2000 übernahm das Luftwaffenführungskommando die Fachkommandofunktion für die Fernmelde- und Elektronische Aufklärung der Luftwaffe. Mit Einnahme der Luftwaffenstruktur 5 wurde das Luftwaffenführungsdienstkommando am 30. Juni 2002 aufgelöst. Teile seiner verbliebenen Aufgaben wurden durch den neu aufgestellten Führungsunterstützungsbereich der Luftwaffe (FüUstgBerLw) übernommen, wesentliche Komponenten der Führungsunterstützung der Luftwaffe wurden an die Streitkräftebasis abgegeben.

## Organisation
Von 1970 bis 1994 war das Luftwaffenführungsdienstkommando dem Luftwaffenamt, von 1994 bis zu seiner Auflösung dem Luftwaffenführungskommando unterstellt.
Dem Luftwaffenführungsdienstkommando waren (zum Teil nur zeitweise) unterstellt:
- Fernmelderegiment 11 für den Einsatz
- Fernmelderegiment 12 für den Einsatz
- Fernmelderegiment/-bereich 70 für den Einsatz
- Fernmelderegiment/-bereich 71 für den Einsatz
- Fernmelderegiment/-bereich 72 für den Einsatz
- Technische Schule der Luftwaffe 2
- Fernmeldelehr- und Versuchsregiment 61
- Amt für Flugsicherung der Bundeswehr

## Kommandeure
| Dienstgrad, Name                           | Dauer der Verwendung |
| ------------------------------------------ | -------------------- |
| Brigadegeneral Paul Buntrock               | 10/1970 – 3/1971     |
| Brigadegeneral Klaus Eschenbach            | 4/1971 – 7/1971      |
| Brigadegeneral Joachim Birkholz            | 8/1971 – 3/1978      |
| Brigadegeneral Hartmut Gülzow              | 4/1978 – 7/1979      |
| Brigadegeneral Hans-Wilhelm von Bornstaedt | 8/1979 – 3/1982      |
| Brigadegeneral Kurt-Robert Enzenberger     | 4/1982 – 3/1984      |
| Brigadegeneral Siegfried Poschwatta        | 4/1984 – 11/1985     |
| Brigadegeneral Wolfgang Görlitz            | 12/1985 – 3/1991     |
| Brigadegeneral Paul Westhoff               | 4/1991 – 3/1995      |
| Brigadegeneral Klaus Poetzsch              | 4/1995 – 7/1997      |
| Brigadegeneral Heinz-Peter Dicks           | 8/1997 – 6/1999      |
| Brigadegeneral Friedrich Wilhelm Ploeger   | 7/1999 – 7/2000      |
| Brigadegeneral Lothar Amme                 | 8/2000 – 9/2001      |
| Oberst i. G. Rainer Fiegle                 | 10/2001 – 6/2002     |